# Lista över fornlämningar i Växjö kommun

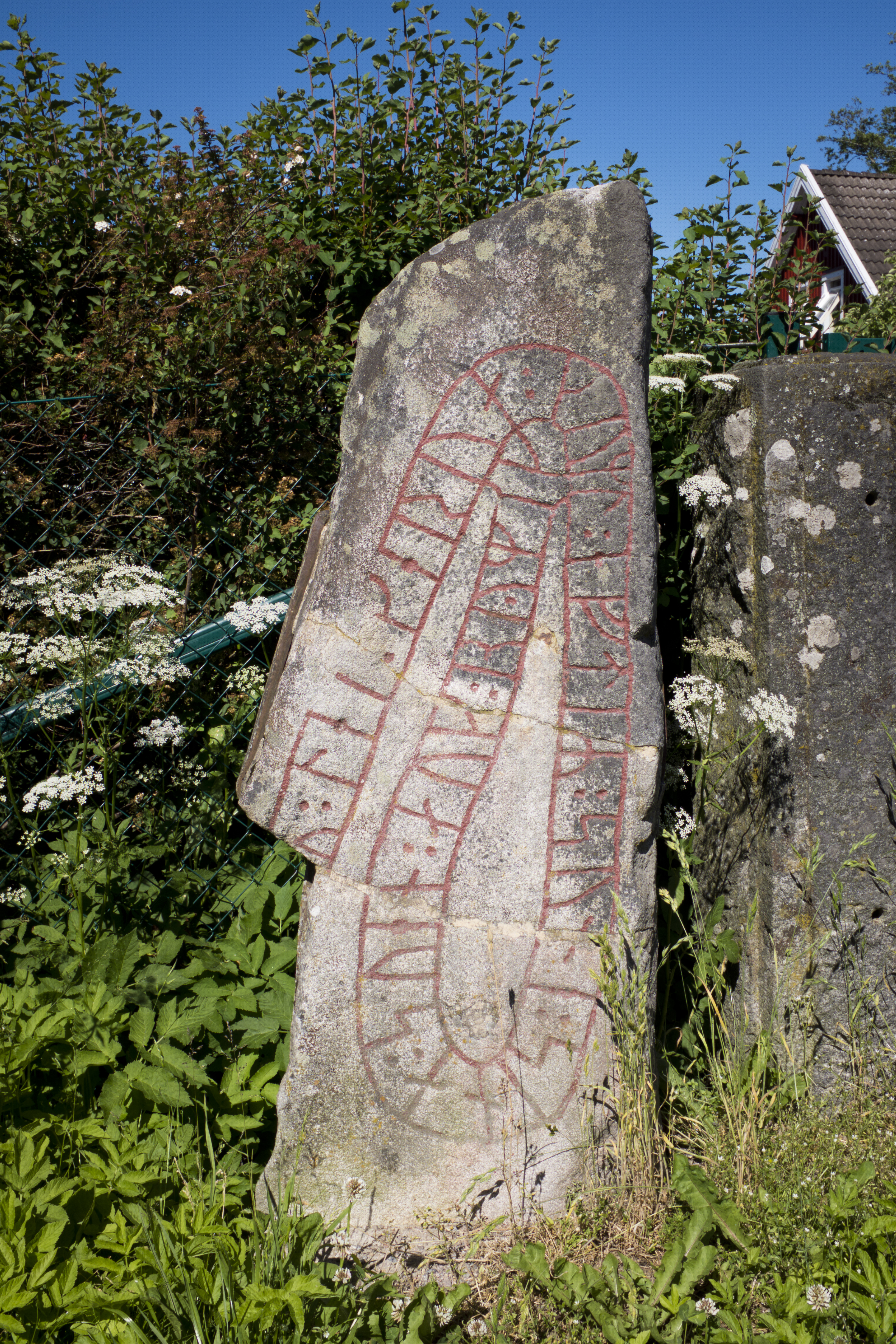
Runsten i Högnalöv på fastigheten Uråsa 14:1. Runstenen står utmed landsvägen mellan Uråsa och Jät, strax intill bron över Skyeån. ”Spak lät göra minnesmärket efter sina söner Sven och Röming” lyder inskriptionen.

Lista över fornlämningar i Växjö kommun är en förteckning av ett urval av de fornlämningar som finns i Växjö kommun.

## Aneboda
| Namn                      | Lämningstyp    | Tillkomsttid | Historisk indelning | Plats | Läge                 | ID-nr          | Bild                                 |
| ------------------------- | -------------- | ------------ | ------------------- | ----- | -------------------- | -------------- | ------------------------------------ |
| Aneboda 2:1               | Stenkammargrav |              | Aneboda, Småland    |       | 57.163036, 14.587021 | 10069600020001 | Ladda upp en bild av detta fornminne |
| Aneboda 12:1              | Stenkammargrav |              | Aneboda, Småland    |       | 57.117242, 14.565399 | 10069600120001 | Ladda upp en bild av detta fornminne |
| Aneboda 21:1              | Stensättning   |              | Aneboda, Småland    |       | 57.177674, 14.570009 | 10069600210001 | Ladda upp en bild av detta fornminne |
| Aneboda 23:1              | Röse           |              | Aneboda, Småland    |       | 57.143810, 14.546848 | 10069600230001 | Ladda upp en bild av detta fornminne |
| Aneboda 23:2              | Röse           |              | Aneboda, Småland    |       | 57.143649, 14.546706 | 10069600230002 | Ladda upp en bild av detta fornminne |
| Aneboda 28:1              | Gravfält       |              | Aneboda, Småland    |       | 57.137675, 14.499907 | 10069600280001 | Ladda upp en bild av detta fornminne |
| Aneboda 31:1              | Stensättning   |              | Aneboda, Småland    |       | 57.148789, 14.494168 | 10069600310001 | Ladda upp en bild av detta fornminne |
| Aneboda 37:1              | Stensättning   |              | Aneboda, Småland    |       | 57.148011, 14.504787 | 10069600370001 | Ladda upp en bild av detta fornminne |
| Tockehall (Aneboda 113:1) | Minnesmärke    |              | Aneboda, Småland    |       | 57.127305, 14.510117 | 10069601130001 | Ladda upp en bild av detta fornminne |
| Aneboda 133               | Hällristning   |              | Aneboda, Småland    |       | 57.097030, 14.565654 | 12000000093712 | Ladda upp en bild av detta fornminne |

## Asa
Se Lista över fornlämningar i Växjö kommun (Asa)

## Berg
Se Lista över fornlämningar i Växjö kommun (Berg)

## Bergunda
Se Lista över fornlämningar i Växjö kommun (Bergunda)

## Drev
Se Lista över fornlämningar i Växjö kommun (Drev)

## Dädesjö
Se Lista över fornlämningar i Växjö kommun (Dädesjö)

## Dänningelanda
Se Lista över fornlämningar i Växjö kommun (Dänningelanda)

## Furuby
Se Lista över fornlämningar i Växjö kommun (Furuby)

## Gårdsby
Se Lista över fornlämningar i Växjö kommun (Gårdsby)

## Hemmesjö
Se Lista över fornlämningar i Växjö kommun (Hemmesjö)

## Herråkra
| Namn        | Lämningstyp | Tillkomsttid | Historisk indelning | Plats | Läge                 | ID-nr          | Bild                                 |
| ----------- | ----------- | ------------ | ------------------- | ----- | -------------------- | -------------- | ------------------------------------ |
| Herråkra 91 | Gravfält    |              | Herråkra, Småland   |       | 56.921923, 15.155664 | 12000000086073 | Ladda upp en bild av detta fornminne |

## Hornaryd
Se Lista över fornlämningar i Växjö kommun (Hornaryd)

## Jät
Se Lista över fornlämningar i Växjö kommun (Jät)

## Kalvsvik
Se Lista över fornlämningar i Växjö kommun (Kalvsvik)

## Nöbbele
Se Lista över fornlämningar i Växjö kommun (Nöbbele)

## Ormesberga
Se Lista över fornlämningar i Växjö kommun (Ormesberga)

## Sjösås
Se Lista över fornlämningar i Växjö kommun (Sjösås)

## Söraby
Se Lista över fornlämningar i Växjö kommun (Söraby)

## Tegnaby
Se Lista över fornlämningar i Växjö kommun (Tegnaby)

## Tjureda
Se Lista över fornlämningar i Växjö kommun (Tjureda)

## Tolg
Se Lista över fornlämningar i Växjö kommun (Tolg)

## Tävelsås
Se Lista över fornlämningar i Växjö kommun (Tävelsås)

## Uråsa
Se Lista över fornlämningar i Växjö kommun (Uråsa)

## Vederslöv
Se Lista över fornlämningar i Växjö kommun (Vederslöv)

## Växjö
Se Lista över fornlämningar i Växjö kommun (Växjö)

## Öja
Se Lista över fornlämningar i Växjö kommun (Öja)

## Öjaby
Se Lista över fornlämningar i Växjö kommun (Öjaby)

## Ör
Se Lista över fornlämningar i Växjö kommun (Ör)

## Östra Torsås
Se Lista över fornlämningar i Växjö kommun (Östra Torsås)